# Arena (concreto)

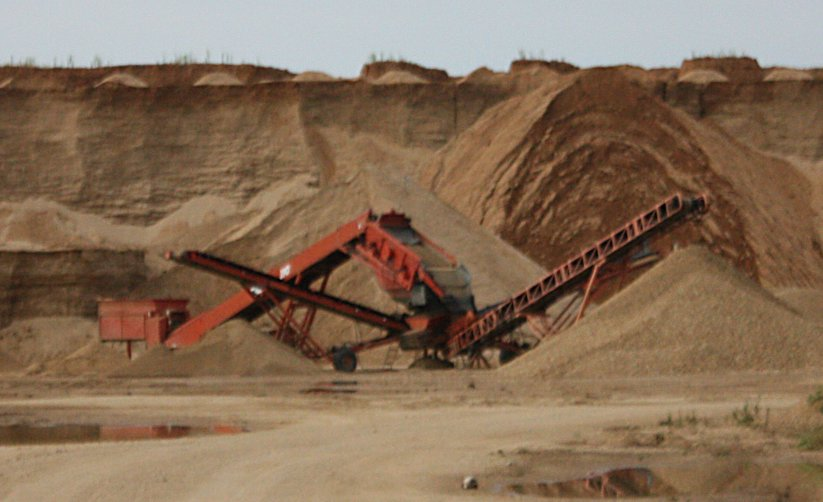
La arena se extrae de minas.

La arena, agregado fino o árido fino se refiere a la parte del árido o material cerámico inerte que interviene en la composición del concreto u hormigón.

## Introducción
El árido fino o arena constituye de hecho la mayor parte del porcentaje en peso del hormigón. Dicho porcentaje usualmente supera el 60 % del peso en el hormigón fraguado y endurecido. La adecuación de un árido para la fabricación de hormigón debe cumplir un conjunto de requisitos usualmente recogidos en las normas como la EHE, el eurocódigo 2 o las normas ASCE/SEI. Dichos requisitos se refieren normalmente a la composición química, la granulometría, los coeficientes de forma y el tamaño.

### Composición
El agregado fino consistirá en arena natural proveniente de canteras aluviales o de arena producida artificialmente. La forma de las partículas deberá ser generalmente cúbica o esférica y razonablemente libre de partículas delgadas, planas o alargadas. La arena natural estará constituida por fragmentos de roca limpios, duros, compactos, durables.
En la producción artificial del agregado fino no deben utilizarse rocas que se quiebren en partículas laminares, planas o alargadas, independientemente del equipo de procesamiento empleado.

### Calidad
En general, el agregado fino o arena deberá cumplir con los requisitos establecidos en la norma, es decir, no deberá contener cantidades dañinas de arcilla, limo, álcalis, mica, materiales orgánicos y otras sustancias perjudiciales.
El máximo porcentaje en peso de sustancias dañinas no deberá exceder de los valores siguientes, expresados en porcentaje del peso:
| Sustancia                                                    | Norma                      | Límite máximo (%) |
| Material que pasa por el tamiz n.º 200                       | (ASTM C 117)               | 3 %               |
| Materiales ligeros                                           | (ASTM C 123)               | 1 %               |
| Grumos de arcilla                                            | (ASTM C 142)               | 3 %               |
| Total de otras sustancias dañinas (como álcalis, mica, limo) | -                          | 2 %               |
| Pérdida por meteorización                                    | (ASTM C 88, método Na2SO4) | 10 %              |

### Granulometría
El agregado fino deberá estar bien gradado entre los límites fino y grueso y deberá llegar a tener la granulometría siguiente:
| Tamiz U.S.Standard | Dimensión de la malla (mm) | Porcentaje en peso que pasa |
| N.º 3/8”           | 9,52                       | 100                         |
| N.º 4              | 4,75                       | 95 - 100                    |
| N.º 8              | 2,36                       | 80 - 100                    |
| N.º 16             | 1,18                       | 50 - 85                     |
| N.º 30             | 0,60                       | 25 - 60                     |
| N.º 50             | 0,30                       | 10 - 30                     |
| N.º 100            | 0,15                       | 2 - 10                      |

### Módulo de fineza o finura
Además de los límites granulométricos indicados arriba, el agregado fino deberá tener un módulo de finura que no sea menor de 2,3 ni mayor de 3.1. Se utilizan cernidores calibrados para medir el grado de granulometría.
En términos de mecánica de suelos, ambas palabras son sinónimas para indicar este valor.